# Hrabstwo Simpson (Kentucky)

Piramida wieku hrabstwa

Hrabstwo Simpson – hrabstwo w USA, w stanie Kentucky. Według danych z 2000 roku, hrabstwo zamieszkiwało 16405 osób. Siedzibą hrabstwa jest Franklin.